# Bice Vanzetta
Bice Vanzetta, född den 7 mars 1961, är en före detta italiensk längdåkare som tävlade internationellt mellan 1986 och 1994.